# Aeroportul Ilam
Aeroportul Ilam (IATA: IIL, ICAO: OICI) este un aeroport din Ilam, Central District⁠(d), Ilam County⁠(d), Provincia Īlām, Iran ce deservește zona Ilam.
Situat la o altitudine de 1.342 m, aeroportul dispune de o singură pistă.